# Gut Duderstadt

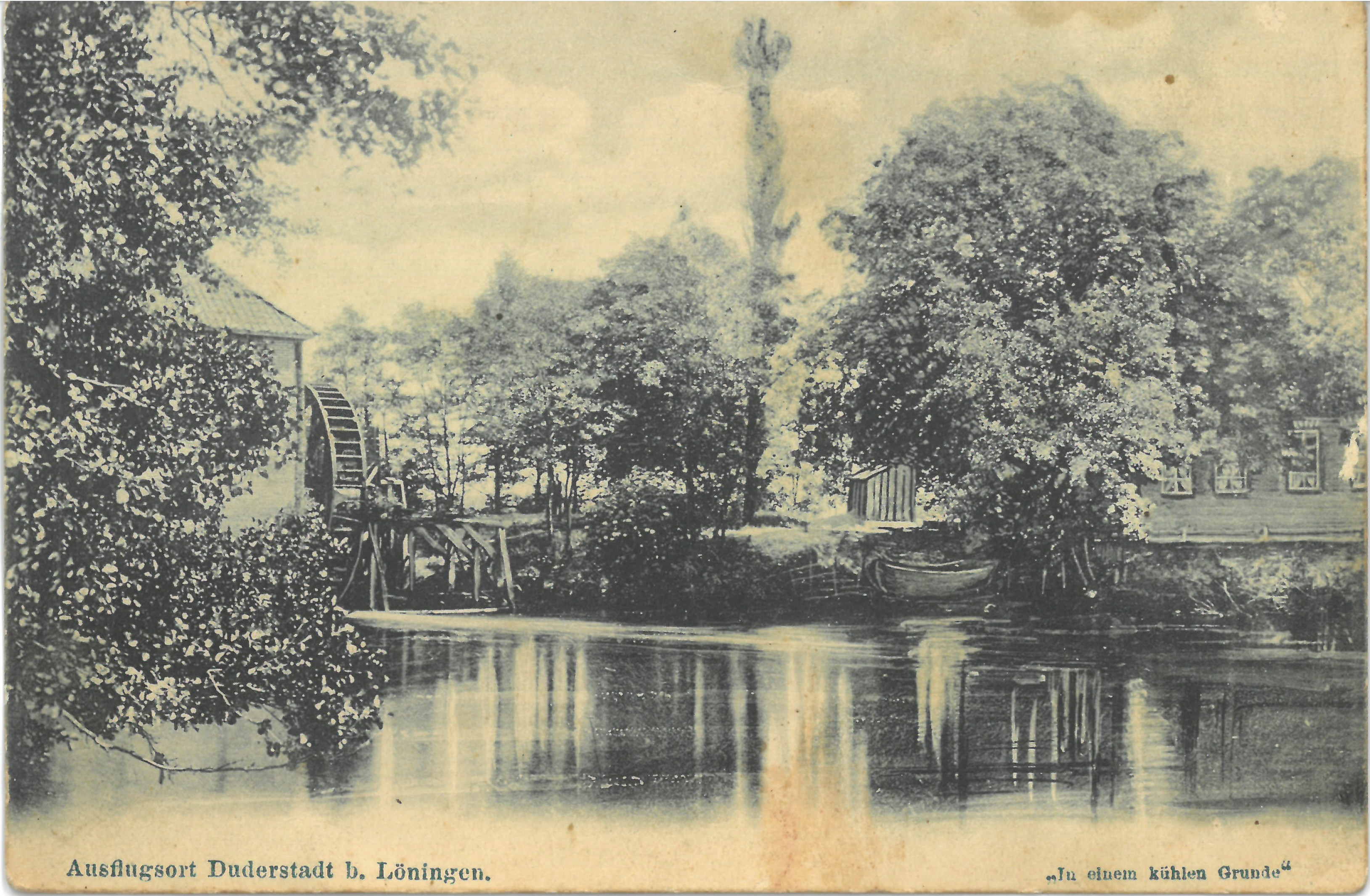
Abbildung der Alten Wassermühle des Gutes Duderstadt bei Löningen und des Mühlenteichs als Ausflugsziel auf einer Postkarte, gegen Ende des 19. Jahrhunderts

Das Gut Duderstadt war ein um 1450 gegründetes Adelsgut und ist heute eine Ortschaft in der Stadtgemeinde Löningen im Oldenburger Münsterland in Niedersachsen. Den wirtschaftlichen Grundstock des Gutes bildete die etwa zeitgleich erbaute Alte Wassermühle. Nach dem Gründer, Johann von Bockraden (auch Bockroden) aus dem Adelsgeschlecht derer von Bockroden, folgten weitere adelige Familien als Gutsbesitzer.
Von 1698 bis 1803 nutzten die Freiherren von Korff-Schmising, die ihren Stammsitz auf Gut Tatenhausen hatten, das Gut Duderstadt als Wohn- und Amtssitz für ihre Tätigkeit als fürstbischöfliche Droste des Amtes Cloppenburg.
1853 wurde das gesamte Gut, einschließlich der Wassermühle, an die aufsitzenden Pächter verkauft. Das Herrenhaus war bereits 1824 durch einen Brand zerstört und nicht wieder aufgebaut worden. Die Wassermühle konnte bis 1951 mit Wasserkraft betrieben werden. 1953 wurde der Mühlenbetrieb gänzlich eingestellt. In dem 1980 unter Denkmalschutz gestellten Mühlengebäude wurde nach seiner Restaurierung im Jahr 2000 das Café und Restaurant „Alte Wassermühle - Gut Duderstadt“ eingerichtet. Die Ortschaft hatte im Jahr 2021 38 Einwohner.

## Geschichte

### Gründung des Gutes

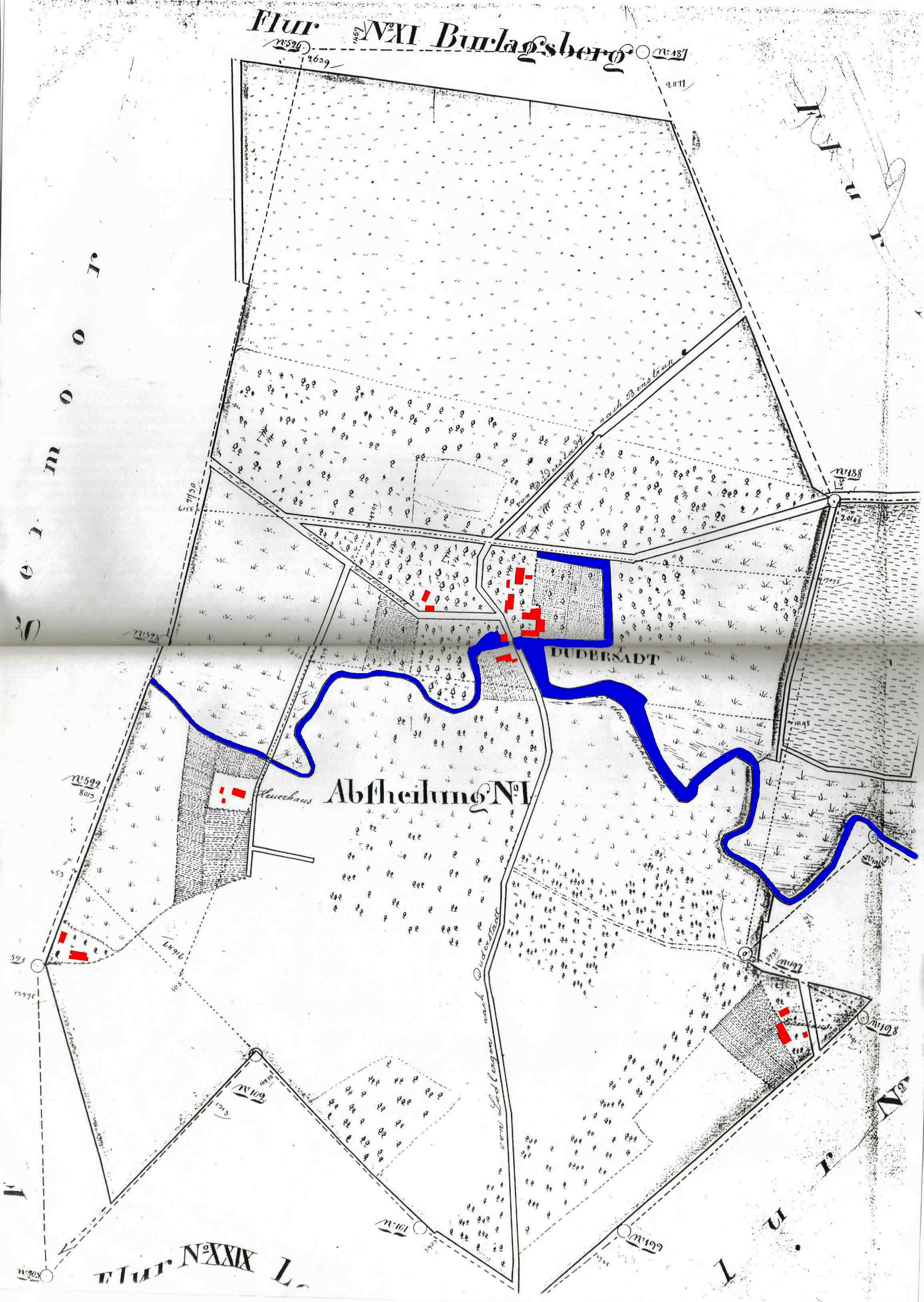
Karte des Gutes Duderstadt mit farblicher Hervorhebung der Gebäude (rot) und der Gewässer, wie des Mühlenbachs und des Wassergrabens

Um 1450 errichtete Johann von Bockraden (auch "Bocroden") das Gut Duderstadt in der Niederung des Mühlenbaches auf dem Gebiet der Wiek Löningen zwischen der Benstruper und Lodberger Mark. In der ersten urkundlichen Erwähnung aus dem Jahr 1510 wird er „Johan van der Duderstat“ genannt, der „de aldererst de Marcke der van Loningen hebbe betimmert“.
Der einem alten Quakenbrücker Burgmannsgeschlecht entstammende Johann von Bockraden wurde 1424 vom münsterschen Fürstbischof Heinrich II von Moers mit Gütern im Amt Cloppenburg belehnt. Einer seiner Vorfahren, Willo von Bockraden, stand noch 1331 als Burgvogt auf der Burg Cloppenburg im Dienste des vormals tecklenburgischen Landesherrn.
Den wirtschaftlichen Grundstock des neu gegründeten Gutes bildete die vermutlich zeitgleich erbaute Wassermühle. Wassermühle und Gutsgebäude standen in unmittelbarer Nähe zueinander und waren von einem breiten Wassergraben (Gräfte) umgeben, der durch den Löninger Mühlenbach gespeist wurde.
Der Standort des Gutes ist vermutlich auch verantwortlich für seinen Namen. Sind „dude“ oder „dudde“ doch altniederdeutsche Wörter für Schilf. Duderstadt („dude stat“) ist danach ein als Schilfstätte bezeichneter Ort, der auf eine nasse, moorige, von Schilfflächen bewachsene Gegend hinweist.
Durch die Heirat mit Stine von Bockraden, der Tochter des Gutsbegründers, kommt Andreas von Langen nach Duderstadt. Er entstammte vermutlich einer Adelsfamilie, die 1392 den Haupthof zu Meppen – Oberhof über den Löninger Hof – kaufte.

### Weitere adelige Gutsbesitzer
Um 1510 wurde Otto von Dincklage durch Einheirat Guts- und Mühlenbesitzer in Duderstadt.
Nach 1570 war Cord von Dincklage, verheiratet mit Friderica von Bockraden vom Gut Calhorn, Gutsherr auf Duderstadt. Er war 1585 bis 1586 Richter zu Löningen.
Sein Sohn Jobst von Dincklage besaß das Gut während des Dreißigjährigen Krieges. Er war verheiratet mit Catharina einer Bürgerlichen, die von einem Hof in Bahlen bei Dinklage stammte.
Nach seinem Tod 1646 erbte sein Sohn Hermann von Dincklage Gut und Wassermühle. Er heiratete 1660 Anna Maria von Hövel vom Gut Ravenshorst. Nach seinem Tod 1685 verwaltete Henricus Arnoldus von Goes, Ehemann der Anna Judith Wilhelmina von Dincklage, der ersten Tochter des Hermann von Dincklage, das Gut bis 1694.

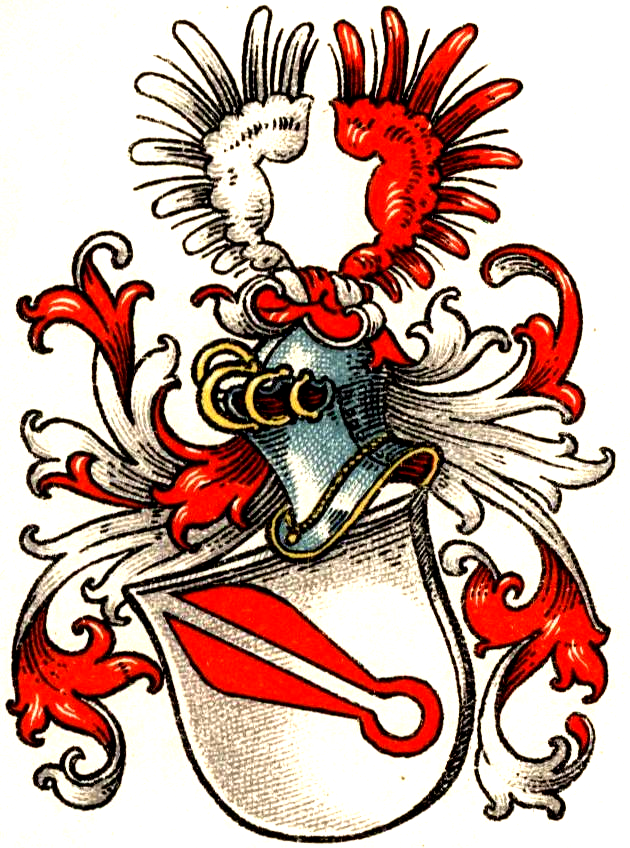
Wappen derer von Langen

Die Gutserbin Maria Frederica von Dincklage, zweite Tochter des Hermann von Dincklage, heiratete 1694 Johannes Benning, Wachtmeister vom münsterschen Regiment Raesfeld.
Sie verkauften das stark verschuldete Gut zusammen mit den drei gutshörigen Stellen (Tasche in Neuenbunnen, Knobbe in Helmighausen und gr. Brinker in Kneheim) im Jahr 1698 für 6000 Reichstaler an den Freiherrn Friedrich Matthias von Korff-Schmising (1660–1727), 4. Erbfolger auf Gut und Wasserburg Tatenhausen und verheiratet mit Hedwig von Velen vom Gut Assen. 1691 übernahm er im Auftrage des Fürstbischofs von Münster das Drostenamt in Cloppenburg und gab sein Iburger Drostenamt 1697 zurück.
Nach Übernahme des Gutes wurden die Gutsgebäude erneuert und erweitert. Auch die Wassermühle wurde weiter ausgebaut und erhielt „Ano 1707“ – diese Jahreszahl ist in den Stirnbalken oberhalb des ehemaligen Wasserrades eingeschnitzt – im Wesentlichen den noch heute vorhandenen Baukörper. Auch die Zahl der zum Gut gehörenden Heuerstellen vergrößerte sich zu Beginn des 18. Jahrhunderts von zwei auf drei.
Erbnachfolger und Amtsdroste wurde Caspar Heinrich Freiherr von Korff-Schmising, Geheimrat des Fürstbischofs Clemens August in Münster, Träger des Großkreuzes des Michael Ordens und Mitglied der Bruderschaft des Großen Kaland zu Münster. Er war verheiratet mit Helena Antonette von Landsberg vom Gut Erwitte, Erbin des Landsberger Hofes zu Münster (später Großer Schmisinger Hof). 1742 nahm der Freiherr als münsterscher Gesandter an der Kaiserkrönung Karls VII. im Frankfurter Dom teil. Nach seinem Tode 1765 wurde er in der Löninger Kirche im Duderstadter Erbbegräbnis beigesetzt.
Im Jahr 1765 wurde Franz Otto Freiherr von Korff-Schmising, verheiratet mit Elisabeth Droste zu Vischering, Droste und Gutsherr. Auch er war Geheimrat des münsterschen Fürstbischofs sowie Ritter und Träger des Großkreuzes des St.-Michael Ordens.
Nach seinem Tode kam 1785 Clemens August Freiherr von Korff-Schmising, verheiratet mit Elisabeth Bernardina von Nagel zu Lohburg und Keuschenburg, als Amtsdroste und Gutsherr nach Duderstadt. Er behielt das Drostenamt bis 1803. Daneben war er Fürstbischöflich Münsterscher Oberst Marschall, Geheimer und Kriegsrat sowie Präsident des Medicinal Collegiums und Hofrat. 1798 reiste er mit seinen beiden ältesten Söhnen zur Erbhuldigung des Preußenkönigs Friedrich Wilhelm III. nach Berlin und war ab 1808 ständiger Deputierter des preußischen Münsters in Paris. 1816 erhielt er vom Preußenkönig für seine loyale Haltung das Grafendiplom.

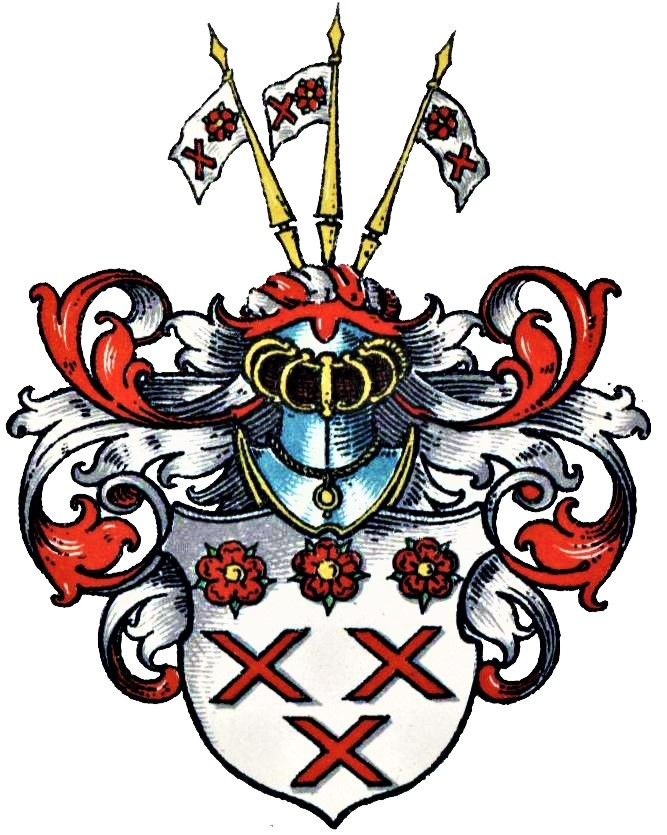
Wappen derer von Dincklage

Maximilian Friedrich Freiherr von Korff-Schmising erhielt 1803 das Drostenamt und erbte 1821 als 8. Tatenhausener Erbfolger das Gut Duderstadt. Seine erste Frau war Sophie Luise Gräfin von Galen. Nach deren Tod heiratete er Therese Freiin von Boeselager von Gut Eggermühlen.
Maximilian Freiherr von Korff-Schmising hatte den Neubau der Löninger Kirche in den Jahren 1809 bis 1811 wesentlich beeinflusst. Auf sein Betreiben wurde der Plan des münsterschen Architekten Johann Nepomuck Schmidts für den Kirchenneubau verwirklicht.
Im Jahr 1840 wurde Clemens August Graf von Korff-Schmising, verheiratet mit Pauline Gräfin von Merveldt, als 9. Erbfolger auf Burg Tatenhausen Eigentümer des Gutes Duderstadt.

### Gut Duderstadt als Amtssitz
Nach der Zerstörung der Burg in Cloppenburg durch eine Feuersbrunst am 24. August 1716 verlegte der Droste Freiherr Friedrich Matthias von Korff-Schmising seinen Amtssitz von Cloppenburg an seinen Wohnsitz nach Duderstadt. Auch unter seinen Nachfolgern blieb Duderstadt Sitz des Drostenamtes bis zum Anschluss der Ämter Cloppenburg und Vechta an das Herzogtum Oldenburg im Jahre 1803.
1811 trat Maximilian Freiherr von Korff-Schmising als letzter Droste des Amtes Cloppenburg zurück und zog sich mit dem Ende der französischen Besatzungszeit gänzlich auf sein Gut Tatenhausen zurück. Er übergab die Verwaltung des Gutes an den Löninger Kirchspielvogt Ignatz Cordes.
Nach Anschluss an das Herzogtum Oldenburg wurde das alte Amt Cloppenburg 1814 in die neuen Ämter Cloppenburg, Friesoythe und Löningen aufgeteilt. Zum Amt Löningen gehörten die Kirchspiele Löningen, Essen, Lindern und Lastrup. Sitz des neu geschaffenen Amtes wurde das angemietete Duderstadter Herrenhaus. Bis zur vollständigen Zerstörung des Herrenhauses durch einen Brand im Jahr 1824 verwalteten als erster Amtmann Lentz von Höfften, der Amtsauditor Dr. Münzebrock (danach Koltfärber) sowie das übrige Amtspersonal von Duderstadt aus das Amt Löningen.
1879 wurden die Ämter Löningen und Friesoythe aufgelöst und wieder dem Amt Cloppenburg zugeordnet.

### Verkauf und Aufteilung des Gutes
Nachdem das abgebrannte Herrenhaus nach 1824 nicht wieder aufgebaut worden war, verkaufte Clemens August Graf von Korff-Schmising im Jahr 1853 das gesamte Gut in Duderstadt für 15.500 Reichstaler an seine Pächter. In der Verkaufsurkunde vom 20. Februar 1853 ist die Aufteilung des zum Gut gehörenden Grund und Bodens zu zehn gleichen Teilen dokumentiert. Die aufsitzenden Pächter zahlten für ihre Haus- und Landstellen die Gesamtsumme von 11.182 Reichstalern.
Der bisherige Mühlenpächter Johann Heinrich Joseph Raters erwarb neben seinem Landanteil auch die Wassermühle mit den an sie gebundenen Rechten und Pflichten für 4318 Reichstaler.

## Die gutshörige Wassermühle

### Nutzung als Kornmühle

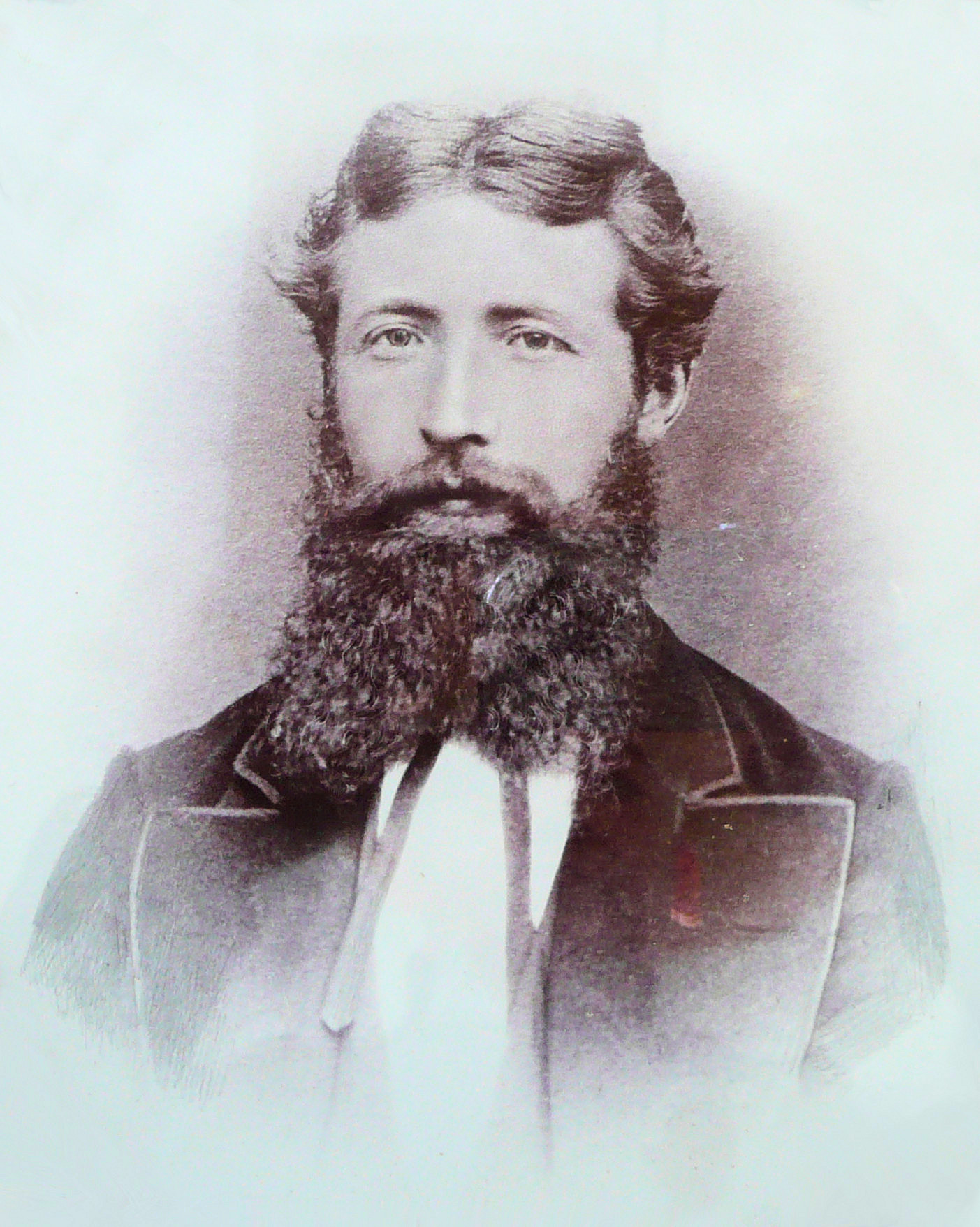
Mühlen- und Sägewerksbesitzer Hermann Friedrich Raters zu Duderstadt, Mai 1876

Das Stau- und Mühlenrecht („Mühlenregal“) gehörte zu den Hoheitsrechten des Landesfürsten und wurde von diesem direkt ausgeübt oder als Lehen an adelige bzw. klösterliche Grundherrschaften vergeben.
Bis zu Beginn des 19. Jahrhunderts versorgten zwei vom wasserreichen Mühlenbach gespeiste Wassermühlen Löningen und die umliegenden Dörfer mit dem Mahlen von Brotgetreide. Neben der gutsherrschaftlichen Wassermühle des Gutes Duderstadt befand sich etwa drei Kilometer bachabwärts die ortsnah gelegene hofhörige (fürstbischöfliche) Löninger Wassermühle (gegründet im 13. oder 14. Jahrhundert).
Die Zugehörigkeit zu einer der beiden Kornmühlen war bis ins 19. Jahrhundert streng geregelt. Für jede anerkannte Getreidemühle wurde ein Einzugsgebiet festgelegt. Die Bewohner in diesem Gebiet (Bannbezirk) waren damit einer bestimmten Mühle zugeordnet (Mühlenbann). Nur dorthin durften sie ihr Korn zum Mahlen bringen (Mühlenzwang). Der Bannbezirk der Duderstadter Mühle war gegen den Mühlenbann der Löninger Mühle klar abgegrenzt und erstreckte sich auf die Dörfer Lodbergen, Holthausen, Benstrup und Elbergen.
Beide Mühlen wurden von Pächtern bewirtschaftet, die hierfür eine Zahlung in Form von Naturalien bzw. durch Anteile an der "Multer" zu leisten hatten. Die Multer bezahlte der Mühlenkunde ("Mahlgast") für das Mahlen seines zur Mühle gebrachten Kornes. Die Multer, d. h. die Einnahme des Müllers bewegte sich im Hochstift Münster zwischen 1/10 und 1/20 Anteil vom Fertiggut. Die Messung erfolgte vor Einführung der Dezimalwaage mit Hohlgefäßen, wobei dem Müller genau vorgeschrieben war, wie er das Messgefäß zu halten hatte.
Nach 1803 (Übergang der Ämter Cloppenburg und Vechta an das Herzogtum Oldenburg) galt die im Oldenburgischen übliche Regelung: Der Mahlgast bezahlte eine Mattengebühr für das Verschroten von Korn und eine Beutelgebühr für das Vermahlen und Verarbeiten zu Feinmehl. Die „Matte“ wurde vom Müller mit dem Mattgefäß, dem sog. Zollmaß, aus dem angelieferten Kornsack genommen und in die Zollkiste, eine großräumige Eichentruhe, verbracht. Dieser Vorgang wurde daher im Volksmund auch als Zollen bezeichnet. Die Mattengebühr betrug Anfang des 19. Jahrhunderts im großherzoglich oldenburgischen Amt Cloppenburg zwischen 1⁄15 und 1⁄30 des angelieferten Mahlgutes.
Die Duderstadter Mühle hatte zwei Mahlgänge mit einem Durchmesser von 175 cm und 140 cm und verfügte außerdem über einen Beutelgang von 150 cm Durchmesser für schrotfreies Feinmahlen. Der Durchmesser des Wasserrades betrug 650 cm.

### Technische Erweiterungen und Umrüstungen
Um 1900 wurde die Nutzung der Wasserkraft ergänzt um eine Dampfmaschine, für deren Unterbringung das Mühlengebäude durch einen Anbau von etwa vier Metern Länge, ein Maschinenhaus, vergrößert worden war. Durch den Einsatz der Dampfmaschine konnte der Mühlenbetrieb auch im Sommer bei Trockenheit und somit wenig Wasser oder im Winter bei Eisgang aufrechterhalten werden.
1914 wurde das reparaturbedürftige Holzwasserrad durch eine Francis-Wasserturbine mit einer Leistung von anfänglich 40 PS ersetzt.

### Ergänzende Betriebsteile
Nach Johann Heinrich Joseph Raters übernahm sein Sohn Hermann Friedrich Raters den Mühlenbetrieb und ergänzte ihn 1876 um ein Sägewerk, in dem mit der Kraft des Wasserrades der Mühle Horizontalgatter und Kreissägen zur Holzbearbeitung angetrieben wurden.
In einem etwas später erbauten Backhaus betrieb man eine Schwarzbrotbäckerei. Das Backhaus wurde gegenüber der Wassermühle auf den Grundmauern des rechten Flügels des abgebrannten Herrenhauses errichtet.
Korn- und Sägemühle konnte noch bis zum Verkauf des Staurechts im Jahr 1951 mit Wasserkraft betrieben werden. Danach wurde auf Elektromotoren umgestellt, das Mahlen gegen Lohn aber bereits zwei Jahre später aufgegeben.
Die Sägemühle wurde bis 1965 an gleicher Stelle fortgeführt und danach auf einem nahe gelegenen Grundstück neu errichtet und in den folgenden Jahren zur heutigen Holzhandlung Raters ausgebaut.

### Umnutzung zum Café und Restaurant

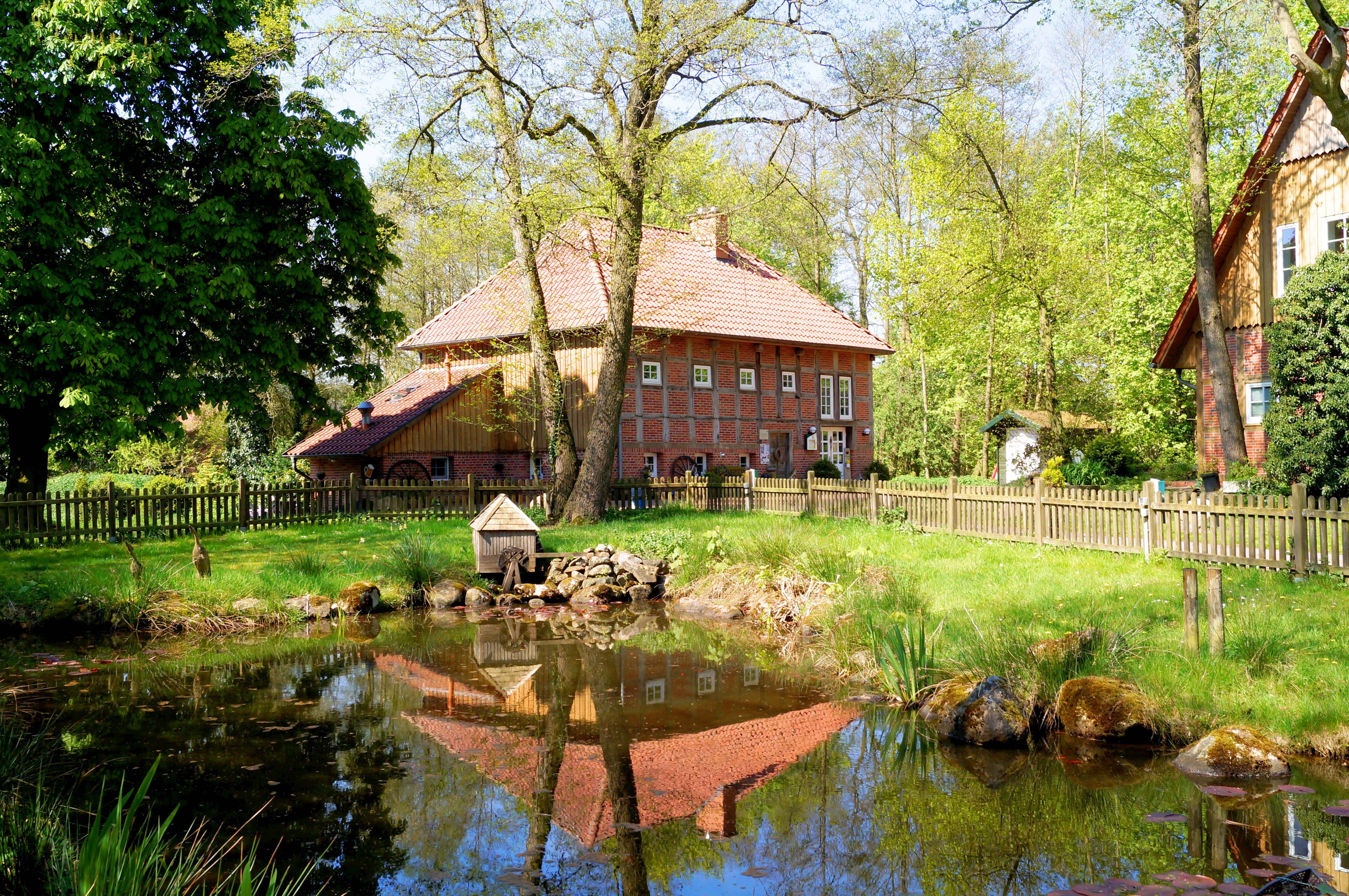
Gut Duderstadt mit Alter Wassermühle und Backhaus heute

Nach Aufgabe des Lohnbetriebes wurde das Gebäude der alten Kornmühle bis zur Aufgabe der Landwirtschaft im Jahr 1979 als Getreidespeicher und Lagerhaus genutzt.
Im Rahmen der Begradigung des Löninger Mühlenbaches im Jahr 1966 wurde der Bachverlauf weiter nach Süd-Osten verlegt und hat heute keine Verbindung mehr mit der alten Wassermühle des vormaligen Gutes Duderstadt.
Das Mühlengebäude wurde 1980 als historisch wertvolles Baudenkmal unter Denkmalschutz gestellt. Zwischen 1995 und 2000 restaurierte der Urenkel von Hermann Friedrich Raters und Erbe Karl Joseph Ernst Raters die stark verfallene Wassermühle bei Erhalt der alten Bausubstanz und richtete sie für eine Nutzung als Café und Restaurant mit Kunstgalerie für lokale Künstler her.
Die Nutzung des idyllisch gelegenen Grundstücks mit alter Gutsmühle und Müllerhaus auch für gastronomische Zwecke kann auf eine lange und sehr erfolgreiche Tradition zurückblicken, die bereits mit Johann Heinrich Joseph Raters in der zweiten Hälfte des 19. Jahrhunderts begann. Mit Schreiben vom 4. Mai 1883 an das Großherzogliche Amt Cloppenburg beantragte sein Sohn Hermann Friedrich Raters „die Concession zur Weiterführung der bisher betriebenen Kaffeewirthschaft“.
Die Gartenwirtschaft „Zum Grünen Wald“ mit Kegelbahn und Saalbetrieb war um das Jahr 1900 ein sehr beliebter Ausflugsort für die Löninger Gesellschaft, wurde das erste Vereinslokal des 1865 gegründeten Schützenvereins "Lodberger Viertel" (zu dem zunächst auch die Dörfer Benstrup und Steinrieden gehörten) und war bis in die 1950er Jahre Austragungsort der Lodberger Schützenfeste.
Einen weiträumigen überörtlichen Bekanntheitsgrad erlangte die Gastwirtschaft „Zum Grünen Wald“ durch den traditionellen Emmausgang, der am Ostermontag Jugendliche und junge Erwachsene in Scharen zu Fuß, per Fahrrad oder motorisiert nach Duderstadt brachte.
Nach der Schließung der Gastwirtschaft „Zum Grünen Wald“ wird die lange gastronomische Tradition auf dem Mühlengrundstück durch das Café „Alte Wassermühle - Gut Duderstadt“ fortgeführt. Das Café und das Restaurant in der alten Wassermühle des Gutes Duderstadt knüpfen an das Konzept der "Kaffeewirthschaft" des 19. Jahrhunderts an.